# Upplopp i Creedmorefängelset

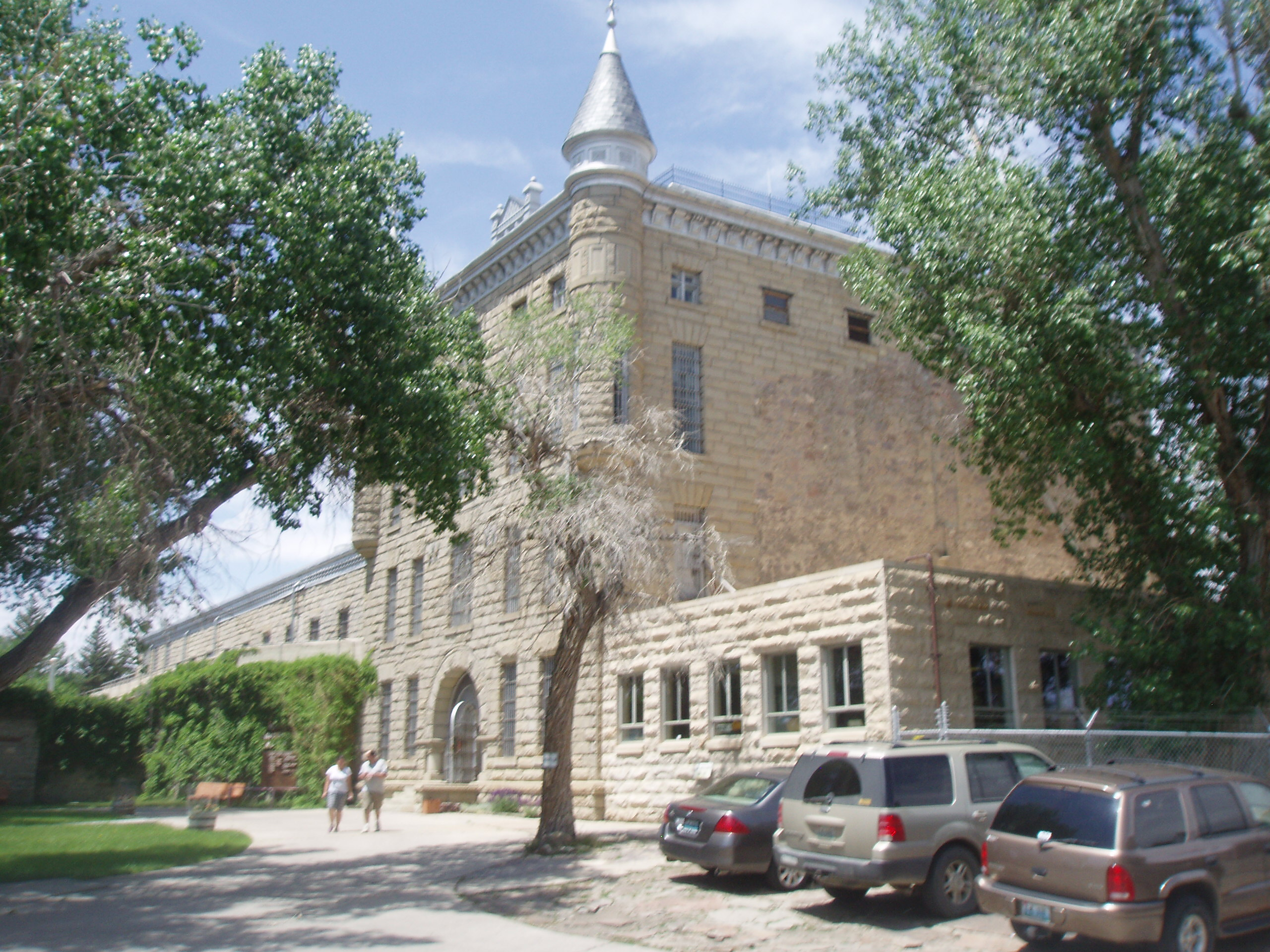
Wyoming Frontier Prison i Rawlins, Wyoming.

Upplopp i Creedmorefängelset (även stavat "Credemorefängelset", engelsk originaltitel: Prison) är en amerikansk skräckfilm från 1987 i regi av Renny Harlin och med Viggo Mortensen och Lane Smith i ledande roller.
Filmen spelades in i Wyoming Frontier Prison i Rawlins, Wyoming.

## Handling
1964 blir fången Charlie Forsythe på Creedmorefängelset avlivad genom den elektriska stolen för ett mord han inte begått. När fängelset åter öppnar portarna efter 30 års vila så återuppstår Charlie från de döda för att utkräva hämnd på fängelsevakten.

## Rollista i urval
| Viggo Mortensen     | – Burke / Charlie Forsythe          |
| Lane Smith          | – Eaton Sharpe                      |
| Chelsea Field       | – Katherine Walker                  |
| Tommy Lister        | – Tiny                              |
| Lincoln Kirkpatrick | – Cresus                            |
| André De Shields    | – Sandor                            |
| Tom Everett         | – Rabbitt                           |
| Ivan Kane           | – Joe "Lasagna" Lazano              |
| Kane Hodder         | – Charlie Forsythe / vakt i gasmask |